# Consonant obstruent
Una obstruent és un so consonàntic tal com [k], [d͡ʒ], o [f] que està format per un flux d'aire que obstrueix. Les obstruents estan en contrast amb les sonorants, que no tenen aquesta obstrucció i, per tant, ressonen. Totes les obstruents són consonants, mentre que les sonorants inclouen vocals i consonants.
Les obstruents estan subdividides en consonants oclusives, tal com [p, t, k, b, d, ɡ], amb una oclusió completa del tracte vocal, seguit freqüentment per una alliberament explosiu: les fricatives, com ara [f, s, ʃ, x, v, z, ʒ, ɣ], amb tancament limitat, que no para el flux d'aire però el fa turbulent; i les africades, que comencen amb una oclusió completa però després s'alliberen a un alliberament de tipus fricatiu. Les obstruents són de forma prototípica sordes, tot i que les obstruents sonores són comuns. Això contrasta amb les sonorants, que són de forma prototípica sonores i sols rarament sordes.